# Янус (король Кіпру)
Янус або Іоанн (Жан) II Кіпрський (фр. Janus; 1375 — 29 червня 1432) — король Кіпру, Єрусалиму та Кілікійської Вірменії (реально правив лише Кіпром) від 1398 до 1432 року.

## Життєпис
Янус разом з батьком перебував у заручниках в Генуї. Після визволення спробував звільнитись з-під влади Генуезької республіки, втім нічого не зміг протистояти її флоту. Зрештою 7 липня 1403 року Янус був змушений підписати договір, що підтвердив торгову залежність Кіпру від генуезців.
1425 року в відповідь на напади кіпрських піратів на Сирію мамлюцький султан Барсбей відрядив свій флот у рейд на Лімасол. Наступного, 1426 року, мамлюцька армія висадилась на Кіпрі й 7 липня розбила біля Хирокитії армію Януса, причому сам король потрапив у полон і був вивезений до Каїра. Його звільнили лише після того, як він визнав над собою сюзеренітет мамлюцького султана. Окрім того він був змушений як сплачувати данину мамелюкам, так і віддавати генуезцям усі прибутки від портів Фамагусти. Від такого приниження він так і не зміг оговтатись і помер 1432 року в Нікосії.

## Родина
1 Дружина — Англезія Вісконті, дочка Бернабо Вісконті, правителя Мілана.
Діти: не було
2 Дружина — Шарлотта Бурбон (1388 — 15 січня 1422)
Діти:
- Іоанн (Жан) II (III) (16 травня 1418 — 28 липня 1458), король Кіпру від 1432, титулярний князь Антіохії
- Жак де Лузіньян (пом. бл. 1426)
- Анна де Лузіньян (бл. 24 вересня 1419 — 11 листопада 1462), принцеса Кіпру; чоловік: від 1 листопада 1433[1] Людовик I (21 лютого 1402 — 29 січня 1465), герцог Савойський
- Марія де Лузіньян (пом. після 29 квітня 1437)

Окрім того, Янус мав кількох дітей, народжених поза шлюбом:
- Алоїс (1408 — після 1421)
- Гі де Лузіньян (1410—1470), узаконений 1428 року; дружина: до 1432 року Ізабелла Бабін, від 1434 року Ізабо Плакотон.
- Катерина; чоловік: від 1427 року Гарсеан Суарес де лос Жернаділья, конетабль та адмірал Кіпру